# Bliecos
Bliecos é um município da Espanha na província de Sória, comunidade autónoma de Castela e Leão, de área 30,20 km² com população de 41 habitantes (2006) e densidade populacional de 11,46 hab./km².

## Demografia
| Variação demográfica do município entre 1991 e 2004 | Variação demográfica do município entre 1991 e 2004 | Variação demográfica do município entre 1991 e 2004 | Variação demográfica do município entre 1991 e 2004 |
| --------------------------------------------------- | --------------------------------------------------- | --------------------------------------------------- | --------------------------------------------------- |
| 1991                                                | 1996                                                | 2001                                                | 2004                                                |
| 71                                                  | 66                                                  | 43                                                  | 43                                                  |